# Actinommidae
Famille
Sous-familles de rang inférieur
- Actinomminae
- Astrosphaeridae
- Ethmosphaeridae

Les Actinommidae sont une famille de radiolaires de la classe des Polycystinea et de l'ordre des Spumellaria.

## Liste des genres et sous-familles
Selon la Paleobiology Database (21 mars 2021) :
- Acanthosphaera
- Actinomma
- sous-famille des Actinomminae
- Astrocentrus
- Bolena
- Carinaheliosoma
- Carposphaera
- Cenosphaera
- Cromyomma
- Cromyosphaera
- Mallanites
- Perispongidium
- Prunopyle
- Pseudacanthosphaera
- Sphaeropyle
- Staurosphaera
- Staurosphaeretta
- Stuermeria
- Tetracanthellipsis
- Thaisphaera
- Thecosphaera

Selon le World Register of Marine Species (21 mars 2021) :
- sous-famille des Astrosphaeridae Haeckel, 1881
- sous-famille des Ethmosphaeridae
- Acanthosphaera Ehrenberg, 1858
- Actinomma Haeckel, 1860, emend. Nigrini, 1967
- Actinosphaera
- Amphisphaera
- Anomalacantha Loeblich & Tappan, 1961
- Arachnosphaera
- Astrosphaera
- Axoprunum Haeckel, 1887
- Carposphaera
- Cenosphaera Ehrenberg, 1854
- Centracontarium
- Centrocubus
- Centrolonche
- Cladococcus
- Cromyechinus
- Cromyomma
- Cyrtidosphaera
- Diploplegma
- Dorydruppa
- Druppatractus
- Drymosphaera
- Drymyomma
- Echinomma
- Elatomma
- Ellipsoxiphium
- Gonosphaera
- Haeckeliella
- Haliomma Ehrenberg, 1839
- Heliaster Hollande & Enjumet, 1960
- Heliosoma
- Heliosphaera
- Hexacontium Haeckel, 1881
- Hexacromyum
- Hexalonche
- Hexastylus
- Leptosphaera
- Liosphaera
- Lonchosphaera
- Lychnosphaera
- Octodendron
- Ommatartus Haeckel, 1881, emend. Riedel, 1971
- Plegmosphaera
- Rhizoplegma
- Saturnalis
- Sphaeropyle
- Spongodictyon
- Spongodrymus
- Spongoplegma
- Spongosphaera
- Stigmosphaera
- Stylacontarium
- Stylatractus Haeckel, 1887
- Stylosphaera
- Styptosphaera Haeckel, 1887
- Tetrapetalon
- Thecosphaera
- Trilobatum
- Xiphatractus
- Xiphosphaera